# Faltbilderrätsel

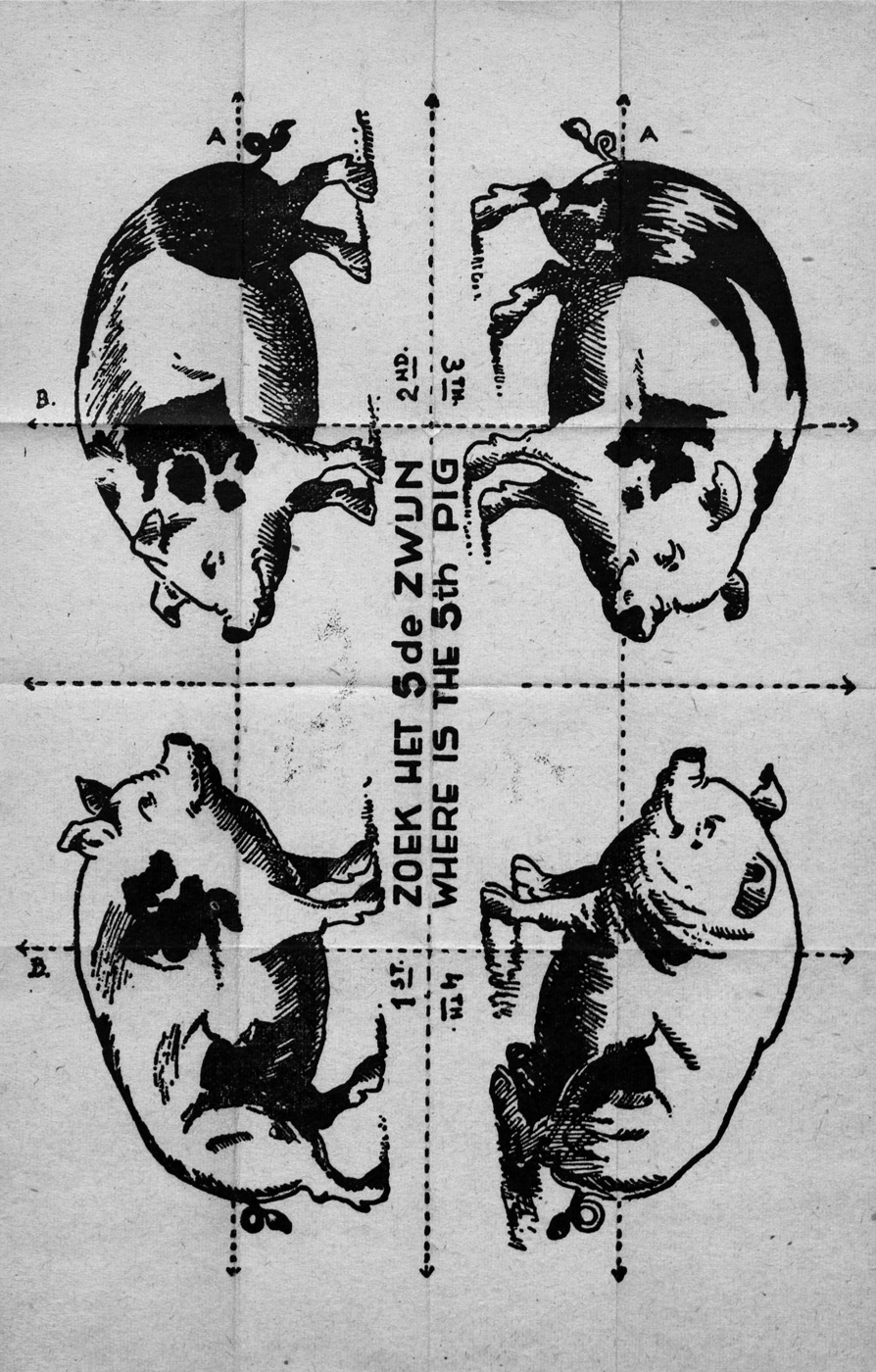
Herbert A. Friedman: Find the Fifth Pig Puzzle (deutsch: Finde das 5. Schwein), ca. 1939. Nach horizontalem und vertikalem Knicken ergibt sich ein Bild von Adolf Hitler.

Ein Faltbilderrätsel, auch Faltblatt (englisch: Fold-in) ist ein Bilderrätsel, bei dem durch ein- oder mehrmaliges Falten ein neues Bild entsteht, das zuvor meist nicht auf den ersten Blick erkennbar ist. An den Rändern befinden sich teils Hilfslinien und/oder Buchstaben, die gegeneinanderliegen müssen und so das Falten erleichtern. In der Regel befindet sich neben einem oder mehreren Bildern auch eine Frage oder Text auf dem Blatt Papier, das durch Falten ebenfalls seinen Inhalt verändert und dann die Antwort ergibt. Bekannt wurden die Faltblätter insbesondere durch das Magazin MAD ab 1964. Jedoch wurden sie weit früher schon als Spielzeug verkauft. Eingesetzt wurden sie zu Propagandazwecken in beiden Weltkriegen.

## Frühe Beispiele
- Weltkrieg-Rätsel, Wer wird siegen? Oktober 1914, 2 Varianten[1]
- Herbert A. Friedman: Find the Fifth Pig Puzzle. Niederländisch: Zoek het 5de zwijn, Amsterdam, ca. 1939/1940
- Varianten davon mit Benito Mussolini, 1940/1941

## MAD
1964 erfand Al Jaffee die MAD Fold-ins als Satire auf die ausklappbaren Innenposter (englisch foldouts) von Playboy. Später erschienen sie auch in deutschen Ausgaben (vorletzte Seite). Hierbei wird nur horizontal geklappt (Buchstabe A an B). Einer der deutschen Zeichner war Ivica Astalos.
2011 erschien der vierteilige Bildband The Mad Fold-In Collection: 1964–2010.

## Andere Beispiele
- Einige frühe Ausgaben des Comicmagazins Yps (späte 1970er Jahre)
- Propagandabild, Golfkrieg 1991 mit Saddam Hussein
- Werbung von Starbucks und Antwort von MAD darauf (2013)[2]